# Matilda Mutavdzic
Matilda Mutavdzic (* 17. Juni 2004) ist eine britische Tennisspielerin.

## Karriere
Mutavdzic begann mit sieben Jahren das Tennisspielen. Sie spielt vor allem auf der ITF Women’s World Tennis Tour, auf der sie bislang einen Titel im Einzel gewinnen konnte. Sie trainiert an der Rafa Nadal Academy in Spanien.
2019 erreichte sie in Wimbledon im Juniorinneneinzel ebenso wie mit Partnerin Holly Fischer im Juniorinnendoppel das Achtelfinale.
2020 scheiterte Mutavdzic bei den Australian Open im Juniorinneneinzel bereits in der ersten Runde, im Juniorinnendoppel erreichte sie mit Živa Falkner das Finale, das die Paarung gegen Alexandra Eala und Priska Madelyn Nugroho mit 1:6 und 2:6 verloren. Bei den French Open erreichte sie im Juniorinneneinzel das Achtelfinale, im Juniorinnendoppel verlor sie mit Partnerin Živa Falkner bereits in der ersten Runde.
2021 erreichte Mutavdzic Anfang Mai mit Partnerin Antonia Ružić das Finale des mit 15.000 US-Dollar dotierten ITF-Turniers in Antalya. Die Paarung verlor aber das Finale gegen Kryszina Dsmitruk und Federica Bilardo mit 3:6, 6:0 und [7:10]. Bei den French Open 2021 erreichte sie im Juniorinnendoppel die zweite Runde. Im Juni erhielt sie bei der Nottingham Trophy, einem mit 100.000 US-Dollar dotierten ITF-Turnier sowohl im Dameneinzel, als auch mit Partnerin Panna Udvardy im Damendoppel eine Wildcard.

## Turniersiege

### Einzel
| Nr. | Datum              | Turnier | Kategorie   | Belag | Finalgegnerin          | Ergebnis |
| --- | ------------------ | ------- | ----------- | ----- | ---------------------- | -------- |
| 1.  | 20. September 2020 | Melilla | ITF $15.000 | Sand  | Yvonne Cavalle-Reimers | 6:2, 7:5 |